# Красноборское сельское поселение (Новгородская область)
Красноборское сельское поселение — муниципальное образование в Холмском муниципальном районе Новгородской области России.
Административный центр — деревня Красный Бор, находится к юго-западу от Холма. Численность постоянного населения — 1028 человек (на 1 января 2011 года).

## География
Территория сельского поселения расположена на юге Новгородской области, на западе района, у административной границы с Псковской областью. По территории протекает река Ловать и др. В северо-западной части муниципального образования — территория Рдейского заповедника.

## История
Красноборское сельское поселение было образовано в соответствии с законом Новгородской области от 11 ноября 2005 года № 559-ОЗ. В соответствии с областным законом № 727-ОЗ, с 12 апреля 2010 года Красноборское сельское поселение и Наволокское сельское поселение преобразованы во вновь образованное муниципальное образование Красноборское сельское поселение.

## Население
| 2010 | 2012 | 2013 | 2014 | 2015 | 2016 | 2017 |
| ---- | ---- | ---- | ---- | ---- | ---- | ---- |
| 958  | ↘927 | ↘908 | ↘905 | ↘850 | ↘816 | ↘800 |
| 2021 |      |      |      |      |      |      |
| ↘650 |      |      |      |      |      |      |

## Состав сельского поселения
| №  | Населённый пункт | Тип населённого пункта          | Население |
| -- | ---------------- | ------------------------------- | --------- |
| 1  | Бабино           | деревня                         | 0         |
| 2  | Барсуки          | деревня                         | 10        |
| 3  | Борисово         | деревня                         | 3         |
| 4  | Ветно            | деревня                         | 5         |
| 5  | Власково         | деревня                         | 0         |
| 6  | Высокое          | деревня                         | 9         |
| 7  | Высокое 1-е      | деревня                         | 2         |
| 8  | Гора             | деревня                         | 2         |
| 9  | Дунаево          | деревня                         | 62        |
| 10 | Замошье          | деревня                         | 19        |
| 11 | Ильинское        | деревня                         | 19        |
| 12 | Каменка          | деревня                         | 70        |
| 13 | Клевдино         | деревня                         | 6         |
| 14 | Красный Бор      | деревня, административный центр | 226       |
| 15 | Кузёмкино        | деревня                         | 2         |
| 16 | Лехино           | деревня                         | 2         |
| 17 | Наволок          | деревня                         | 30        |
| 18 | Новая            | деревня                         | 0         |
| 19 | Новички          | деревня                         | 2         |
| 20 | Первомайский     | посёлок                         | 222       |
| 21 | Петрово          | деревня                         | 20        |
| 22 | Подфильни        | деревня                         | 6         |
| 23 | Пустыньки        | деревня                         | 0         |
| 24 | Ручейки          | деревня                         | 17        |
| 25 | Сопки            | деревня                         | 102       |
| 26 | Сопки            | посёлок                         | 2         |
| 27 | Стрецово         | деревня                         | 0         |
| 28 | Тарыжино         | деревня                         | 0         |
| 29 | Фрюнино          | деревня                         | 3         |
| 30 | Чекуново         | деревня                         | 6         |
| 31 | Чекуново         | посёлок                         | 104       |
| 32 | Ширяево          | деревня                         | 7         |

С 12 апреля 2010 года в состав сельского поселения вошли 8 населённых пунктов из состава упразднённого Наволокского сельского поселения — 2 посёлка — Первомайский и Чекуново, а также 6 деревень: Высокое, Каменка, Кузёмкино, Наволок, Новички и Чекуново.

## Социально-значимые объекты
На территории поселения действуют 2 фельдшерско-акушерских пункта, 4 отделения почтовой связи ФГУП «Почта России», 3 библиотеки, начальная школа, детский сад и Дом культуры.

## Экономика
В сельском поселении 4 крестьянско-фермерских хозяйства производят сельскохозяйственную продукцию. Есть 2 магазина РайПО и 2 магазина индивидуального предпринимателя Краснописцева А. И. Также работают индивидуальные предприниматели занимающиеся лесозаготовкой.

## Транспорт
По территории сельского поселения проходит автодорога из Холма через Красный Бор до посёлка Локня в Псковской области, также есть дорога из деревни Красный Бор до деревень Замошье и Фрюнино. Есть пассажирское автотранспортное сообщение с городом Холм.

## Связь
Предприятие оператора представляющего услуги телефонной фиксированной связи — 21-й линейно-техническим участок филиала «Новгородтелеком» ОАО «Северо-Западный Телеком». Оператор представляющий услуги мобильной связи — «Мегафон-Северо-запад».